# Jean Gallois (musicologue)
Pour les articles homonymes, voir Gallois (homonymie), Jean Gallois (homonymie) et Jacques Gaillard.
Ne doit pas être confondu avec Jean Gallois.
Jean Gallois, nom de plume de Jacques Gaillard, né le 30 mars 1929 à Nevers et mort le 5 octobre 2022,,, est un musicologue et critique musical français.

## Biographie
Historien, violoniste, homme de lettres, Jean Gallois se spécialise dans la musicologie.
Il publie de nombreux ouvrages sur le baroque  (Antonio Vivaldi ; Georg Friedrich Haendel, traduit en chinois), le romantisme européen (Anton Bruckner ; Robert Schumann, traduit en espagnol ; César Franck ; Camille Saint-Saëns) et la musique française des XIXe et XXe siècles (Ernest Chausson, traduit en japonais ; Les Polignac, mécènes du XXe siècle ; Henri Collet). Proche de Maurice Delage à partir de 1948, il établit le catalogue de ses œuvres,.
Sa biographie consacrée à Ernest Chausson lui a valu le Grand Prix Bernier de l'Académie des Beaux-Arts. Son ouvrage sur Les Polignac, mécènes du XXe siècle a été couronné par l'Institut social de France et de l'Union européenne.
Chez Bleu nuit éditeur, il a créé la collection Horizons qu'il a dirigés jusqu’en 2008.
Il est par ailleurs membre de l'Académie Charles Cros, ainsi que du Comité scientifique du musée Eugène Carrière.
Il participe régulièrement à des émissions radiophoniques, tant en France qu’en Suisse, et à des revues françaises ou étrangères.

## Notices discographiques
Outre ses ouvrages, il publie des notices discographiques en musique classique :
- (fr + en + de) Jean Gallois, « Ernest Chausson, Le Roi Arthus », p. 7-11, Paris, Erato (2292-45407-2), 1987 . ;
- (fr + en) Jean Gallois, « Maurice Delage » : L'exquis musicien de la qualité, p. 4-8, Paris, Timpani (1C1045), 1998 . ;
- (fr) Jean Gallois, « Cinq Quintettes avec piano de l'école française », p. 2-9, Paris, P&Y (2PYM01), 2014 .

## Publications
- Jean-Sébastien Bach, 1961, Éditions et Impr. du Sud-Est[15]. (OCLC 420133583)
- Richard Wagner, 1962, Éditions et Impr. du Sud-Est. (OCLC 420133521)
- César Franck, 1966, Le Seuil.
- Ernest Chausson, 1967, Seghers. (OCLC 150608866) Rééd. Ernest Chausson, l'homme et son œuvre, 1981, Éditions d'Aujourd'hui. (OCLC 230111927)
- Antonio Vivaldi, 1967, Éditions et Impr. du Sud-Est. (OCLC 460451423)
- Anton Bruckner, 1971, Le Seuil. (OCLC 806988442)
- Robert Schumann, 1972, Classique Hachette.
- Georg Friedrich Haendel, 1980, Le Seuil. (OCLC 299373992) Réed. Bleu Nuit éditeur, 2019[16]. (OCLC 928130487)
- César Franck, 1980, Le Seuil. (OCLC 912360823)
- collectif, César Franck  : 1822-1890, 1991, Revue européenne d'études musicales no 1. (OCLC 1078364329)
- Ernest Chausson, Fayard, 1994, 606 p. (ISBN 2213031991).
- Les Polignac, mécènes du XXe siècle, préface par Rainier III, 1995, Éditions du Rocher.  (OCLC 695712077)
- avec Michèle Gavet-Imbert (vie) et J. Gallois (œuvre) Les grands musiciens, volume 1, 1997, Éditions Compagnie 12.
- Les grands musiciens, volume 2, 1997.
- Les grands musiciens, volume 3, 1997.
- Les grands musiciens, volume 4, 1998.
- Les grands musiciens, volume 5, 1998.
- Les grands musiciens, volume 6, 1998.
- Ernest Chausson : écrits inédits, journaux intimes, roman de jeunesse, correspondance, choix et présentation de Jean Gallois et Isabelle Bretaudeau, avant-propos de Marius Constant, Monaco, Éditions du Rocher, 1999.
- Jean-Baptiste Lully ou la naissance de la tragédie lyrique, 2001, Éditions Papillon. (OCLC 123351288)
- Henri Collet ou l'Espagne impérieuse, 2001. (OCLC 912302955)
- Camille Saint-Saëns, 2004, Mardaga. (OCLC 56990240)
- Anton Bruckner, 2014.
- Igor Stravinski, 2016[17]. (OCLC 948667559)
- Georg Friedrich Haendel, 2019.
- Robert Schumann, 2020.

Il a collaboré à :
- Marc Vignal (dir.), Dictionnaire de la musique, Paris, Larousse, 2005 (1re éd. 1982), 1516 p. (OCLC 896013420, lire en ligne).
- Joël-Marie Fauquet (dir.), Dictionnaire de la musique en France au XIXe siècle, Paris, Fayard, 2003, xviii-1406 (ISBN 2-213-59316-7, OCLC 936927646, BNF 39052242).